# 松溪 (美国)
松溪（英語：Pine Creek）是流經美國賓夕法尼亞州波特縣、泰奧加縣、來可明縣和柯林頓縣的西萨斯奎哈纳河的一條支流。這條小溪長140.3公里（87.2英里）。在泰奧加縣內，23.25英里（37.42公里）的松溪被指定為賓夕法尼亞州風景河。
松溪是薩斯奎哈納河西支流的最大支流，也擁有薩斯奎哈納河西支流所有支流中最大的分水嶺。